# أليكساندر غريند
أليكساندر غريند (بالسويدية: Alexander Gerndt)‏ (14 يوليو 1986 السويد - ) هو لاعب كرة قدم سويدي، يلعب كمهاجم.

## وصلات خارجية
أليكساندر غريند على موقع الاتحاد الأوربي (الإنجليزية)
- أليكساندر غريند على موقع اتحاد السويد (السويدية)
- أليكساندر غريند على موقع قاعدة بيانات كرة القدم.إي يو (الإنجليزية)
- أليكساندر غريند على موقع ناشيونال فوتبول تيمز (الإنجليزية)
- أليكساندر غريند على موقع Soccerway.com (الإنجليزية)
- أليكساندر غريند على موقع عالم كرة القدم.نت (الإنجليزية)
- أليكساندر غريند على موقع AS.com (الإسبانية)